# آسیابک‌های آب‌نشین
آسیابک‌های آب‌نشین (نام علمی: Libellulidae) نام یک تیره از زیرراسته آسیابک است.